# Rakouští-Este
Rakouští-Este (italsky Austria-Este, německy Österreich-Este) byla vedlejší větev habsbursko-lotrinské dynastie, která v letech 1814 až 1859 vládla v Modenském vévodství. Jelikož příslušníci Rakouských-Este byli členy rakouské císařské rodiny, nosili zároveň i titul rakouských arcivévodů a arcivévodkyň.

## Dynastie
Zakladatelem Rakouských-Este byl Ferdinand Karel Habsbursko-Lotrinský, syn Marie Terezie Habsburské a Františka Lotrinského. Roku 1771 se oženil s Marií Beatrice d'Este – dědičkou Modenského vévodství. Po smrti svého tchána Ercola III. d'Este – posledního modenského vévody z rodu Estenských, zdědil titul modenského vévody, vévodství však v té době bylo pod francouzskou nadvládou. Skutečně vládu nad Modenským vévodstvím měl od roku 1814 jeho syn František IV. Modenský. Vládu nad Modenou ztratili roku 1859, kdy se vévodství stalo součástí Spojených středoitalských provincií, které byly rok poté připojeny k Italskému království.

## Rodokmen
V následujícím přehledu jsou modenští vévodové zvýrazněni tučným písmem a symbolem koruny.
- Ferdinand Karel Habsbursko-Lotrinský (1754–1806) ∞ Marie Beatrice d'Este (1750-1829), dcera Ercola III. (1727–1803)
  - Josef František (1772)
  - Marie Tereza Rakouská-Este (1773–1832) ∞ sardinský král Viktor Emanuel I. Savojský (1759–1824)
  - Josefa (1775–1777)
  - Marie Leopoldina Rakouská-d'Este (1776–1848) ∞ bavorský vévoda Karel Teodor Falcký (1724–1799)
  -  František IV. Modenský (1779–1846), vévoda z Modeny ∞ Marie Beatrice Savojská (1792–1840), dcera Viktora Emanuela I. (1759–1824), krále piemontsko-sardinského
    - Marie Tereza Modenská (1817–1886) ∞ Jindřich, hrabě z Chambord (1820–1883)
    -  František V. Modenský (1819–1875) ∞ Adéla Augusta Bavorská (1823–1914), dcera krále Ludvíka I. (1786–1868)
      -  Anna Beatrice (1848–1849)

    - Ferdinand Karel Viktor Rakouský-Este (1821–1849) ∞ Alžběta Františka Marie Habsbursko-Lotrinská (1831–1903), dcera Josefa Antonína Habsbursko-Lotrinského (1776–1847)
      -  Marie Tereza Rakouská-Este (1849–1919) ∞ bavorský král Ludvík III. (1845–1921)

    -  Marie Beatrix Modenská (1824–1906) ∞ Jan Karel Bourbonský (1822–1887), karlistický pretendent španělského trůnu

  - Ferdinand Karel Josef Rakouský-Este (1781–1850), polní maršál
  - Maxmilián Josef Rakouský-Este (1782–1863), velmistr řádu německých rytířů
  - Marie Antonínia (1784–1786)
  - Karel Ambrož Rakouský-Este (1785–1809), arcibiskup z Granu
  -  Marie Ludovika Beatrix z Modeny (1787–1816) ∞ rakouský císař František II. (1768–1835)

## Následnictví
František V. (první titulární modenský vévoda) nabídl arcivévodovi Karlu Ludvíkovi (mladší bratr císaře Františka Josefa I.), že ustanoví jednoho z jeho synů svým dědicem, a to pod podmínkou, že chlapec přijme rodové jméno Este a naučí se během 12 měsíců obstojně italsky. Mladší syn Otto požadavek naučit se italsky striktně odmítl, starší František Ferdinand se naopak k jeho splnění zavázal. Poté, co císař František Josef I. udělil svolení, bylo k habsburskému jménu Františka Ferdinanda připojeno jméno Este a on podstoupil výuku italštiny. Kromě výše uvedených dvou podmínek podle testamentu nesmělo být dědictví nikdy zcizeno.
Titulární modenští vévodové:
- František V. Modenský (1859–1875)
- František Ferdinand d'Este (1875–1914)
- Karel I. (1914–1917)
- Robert Rakouský-d'Este (1915–1996)
- Lorenz Rakouský d'Este (od 1996)

### Linie následnictví modenského trůnu
Následují tabulka zachycuje hierchický přehled následníků modenského trůnu k roku 2020. Jedná se o mužské potomky Roberta Rakouského-d'Este.
- Robert Rakouský-d'Este (1917–1996)
  -  Lorenz Rakouský d'Este (*1955) - současná hlava domu Rakouských-Este a pretendent modenského trůnu, zároveň belgický princ
    - (1) Amadeo Belgický (*1986)
      -  (2) Maximilián (*2019)

    -  (3) Joachim Belgický (* 1991)

  - (4) Gerhard Rakouský d'Este (*1957)
  -  (5) Martin Rakouský d'Este (*1959)
    - (6) Bartolomeo (*2006)
    - (7) Emanuele (*2008)
    -  (8) Luigi (*2011)